# Voraspis nerii
Voraspis nerii är en insektsart som först beskrevs av Robert Newstead 1895.  Voraspis nerii ingår i släktet Voraspis och familjen pansarsköldlöss. Inga underarter finns listade i Catalogue of Life.